# Jonathan Marks, Baron Marks of Henley-on-Thames

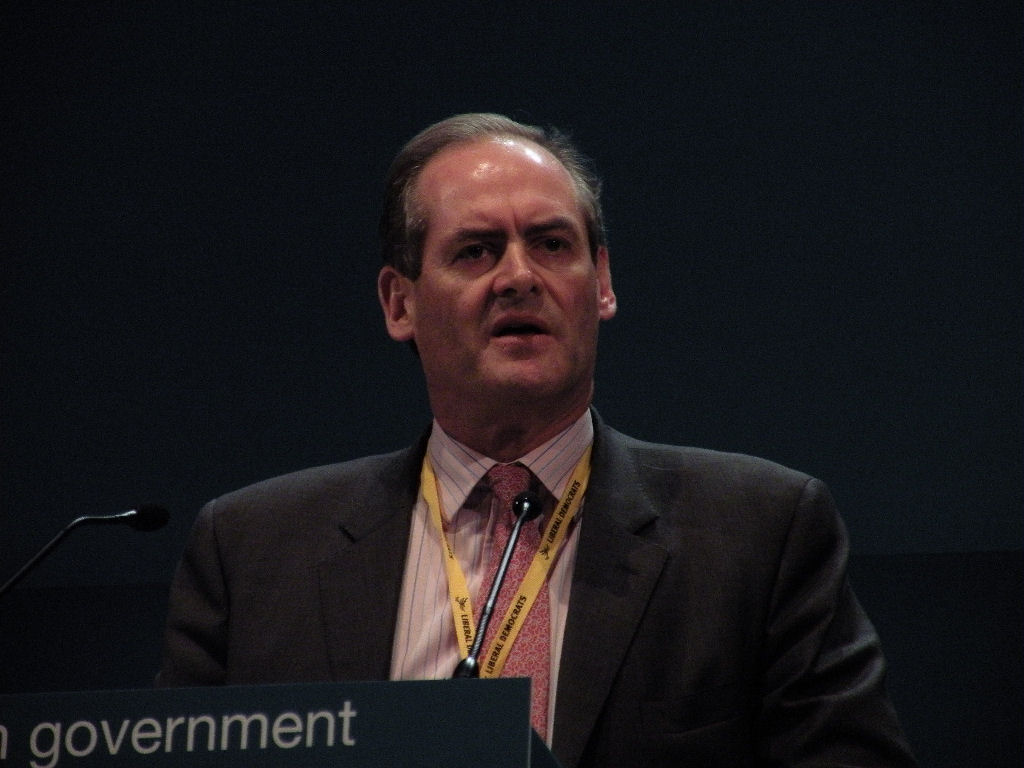
Jonathan Marks, Baron Marks of Henley-on-Thames, 2011

Jonathan Clive Marks, Baron Marks of Henley-on-Thames, QC (* 19. Oktober 1952) ist ein britischer Rechtsanwalt und liberaldemokratischer Life Peer im House of Lords.
Marks wurde 1975 von der Honorable Society of Inner Temple zum Rechtsanwalt ernannt und führte dieses Amt im westlichen Circuit aus. Während der 1980er und Anfang der 1990er Jahre war er Lehrbeauftragter für Jura an der Universität Malaya, Kuala Lumpur, der Universität von Mauritius und dem Sri Lanka Law College. Er wurde 1995 zum Kronanwalt (QC). Seit 1975 ist er Ehrenbürger der City of London und Mitglied der Worshipful Company of Pattenmakers.
Marks ist Mitglied der Sozialdemokratischen Partei seit deren Gründung im Jahr 1981. Er kandidierte in Weston-super-Mare bei den Britischen Unterhauswahlen 1983 und in Falmouth und Camborne bei den Britischen Unterhauswahlen 1987 sowie in Cornwall und Plymouth bei der Europaparlamentswahl 1984.
Nach der Gründung der Liberaldemokraten diente Marks 1988–89 als Parteimitglied des Ausschusses für England. Er war von 2004 bis 2010 Mitglied des Federal Policy Komitees und von 2001 bis 2007 Vorsitzender der liberaldemokratischen Lawyers Association.
Am 19. November 2010 wurde verkündet, dass Marks zum Peer auf Lebenszeit ernannt werde. Er ist seit dem 13. Januar 2011 Baron Marks Henley-on-Thames, of Henley-on-Thames in the County of Oxford.